# Siedlce
Siedlce là một thị trấn nằm ở tỉnh Masovian, miền đông Ba Lan. Từ năm 1975 – 1998, Siedlce từng là thủ phủ của tỉnh Siedlce, kể từ năm 1999 đến nay, nó thuộc quản lý của tỉnh Masovian. Siedlce nằm giữa hai con sông nhỏ là Manyawka và Helenka, dọc theo tuyến đường E30 của châu Âu. Đây là thị trấn lớn thứ tư của tỉnh và là trụ sở Giáo phận Công giáo La Mã của Siedlce. Siedlce là một trung tâm giáo dục, văn hóa và kinh tế của tỉnh Masovian. Tổng diện tích của thị trấn là 32 km². Tính đến năm 2014, dân số của thị trấn là 76.585 người, mật độ 2.400 người/km².

## Văn hóa

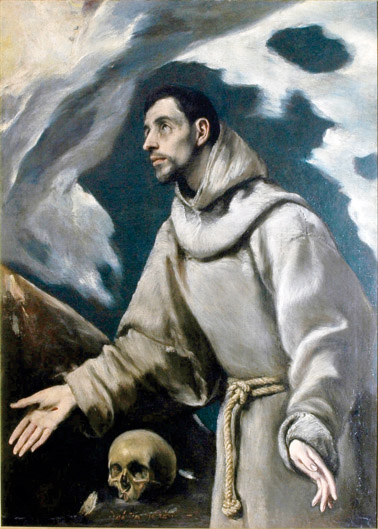
Ecstasy of St. Francis of Assisi, (năm 1580) của El Greco được trưng bày trong Bảo tàng Giáo phận ở Siedlce

Thị trấn này là một trung tâm văn hóa của tỉnh với các lễ hội, triển lãm và các buổi hòa nhạc lớn trên toàn quốc. Thị trấn có ba bảo tàng và ba thư viện công cộng. Các nhà thiết kế hoạt hình chủ yếu hoạt động tại Trung tâm Văn hóa và Nghệ thuật (CKiS) và Trung tâm Văn hóa Thành phố (MOK). Có hai nhà hát, một rạp chiếu phim nghệ thuật được điều hành bởi CKiS và mạng lưới rạp chiếu phim đa màn hình của Novekino. Một số các tổ chức hoạt động nghệ thuật trong thị trấn bao gồm: hai công ty khiêu vũ LUZ và Caro Dance, Dàn hợp xướng của thị trấn Siedlce và Nhà hát ES. Thị trấn cũng có một phòng trưng bày nghệ thuật đặt tại trường Đại học. Bức tranh nổi tiếng "The Ecstasy of St. Francis" của danh hoạ El Greco được trưng bày trong Bảo tàng Giáo phận ở Siedlce. Đây là bức tranh duy nhất của danh hoạ El Greco ở Ba Lan.
Các phương tiện truyền thông hoạt động trong khu vực này gồm có truyền hình địa phương (TV Siedlce) và đài phát thanh Công giáo Radio Podlasie. Siedlce còn là trụ sở của TVP Warsaw/ TVP Info, RDC (Radio For You) và Radio Eska.

## Thể thao
MKP Pogoń Siedlce – là một câu lạc bộ bóng đá của Ba Lan, đội bóng hiện đang chơi ở giải II Liga, được đặt trụ sở tại thị trấn Siedlce.

## Giáo dục

### Các trường đại học, cao đẳng trong khu vực
- Đại học Khoa học Tự nhiên và Nhân văn ở Siedlce
- Trường Cao đẳng Tài chính và Quản lý
- Đại Chủng viện thần học
- Viện thần học
- Trường Cao đẳng Sư phạm Ngoại ngữ được cấp bằng tốt nghiệp của Đại học Warsaw
- Đại học Y Warsaw, Khoa Khoa học Sức khỏe
- Đại học Bialystok, Khoa Luật

### Các trường Trung học cơ sở trong khu vực
- Trường trung học Bolesław Prus
- Trường trung học St. Queen Jadwiga
- Trường trung học Công giáo Holy Family
- Trường trung học Hetman Stanisław Zółkiewski
- Khu phức hợp trường trung học Stanisław Staszic

## Địa điểm tham quan nổi tiếng

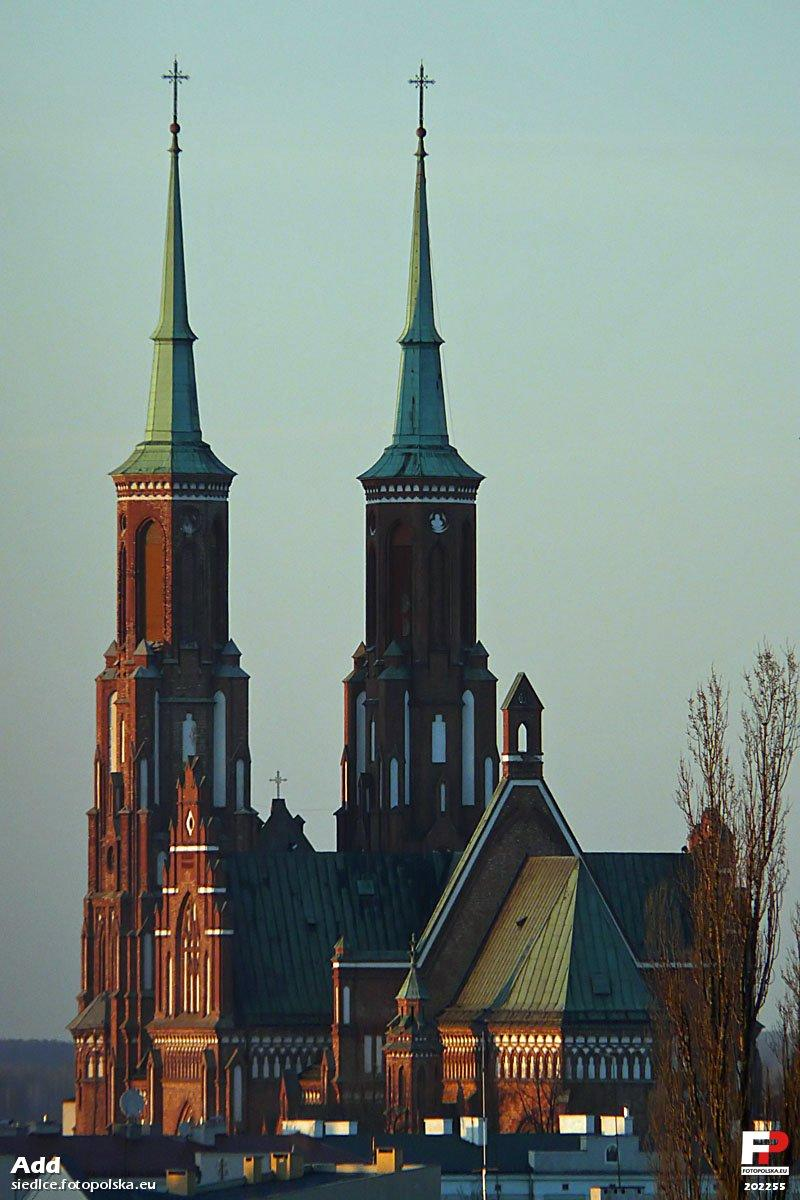
Nhà thờ Siedlce
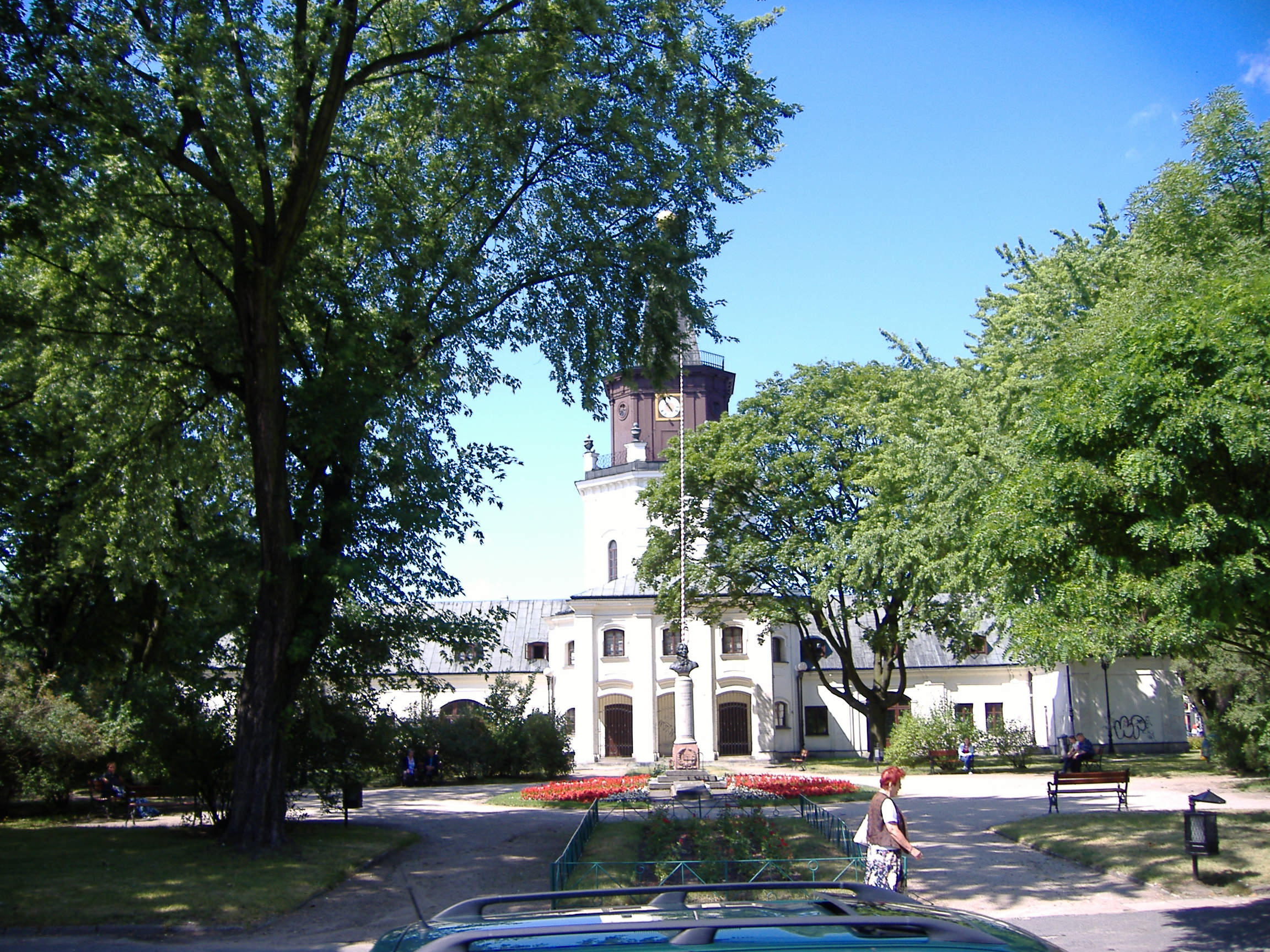
Toà thị chính
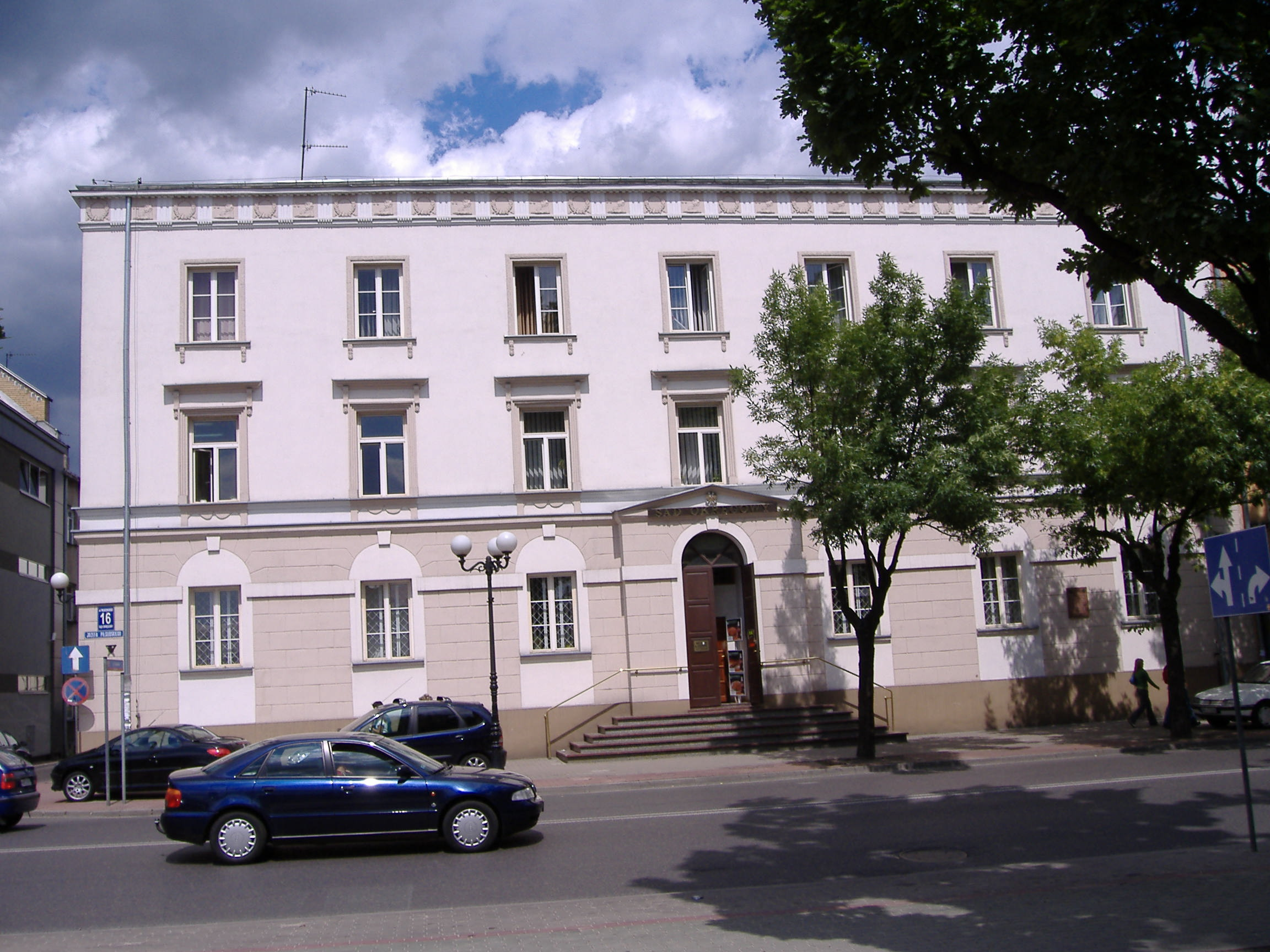
Tòa án quận
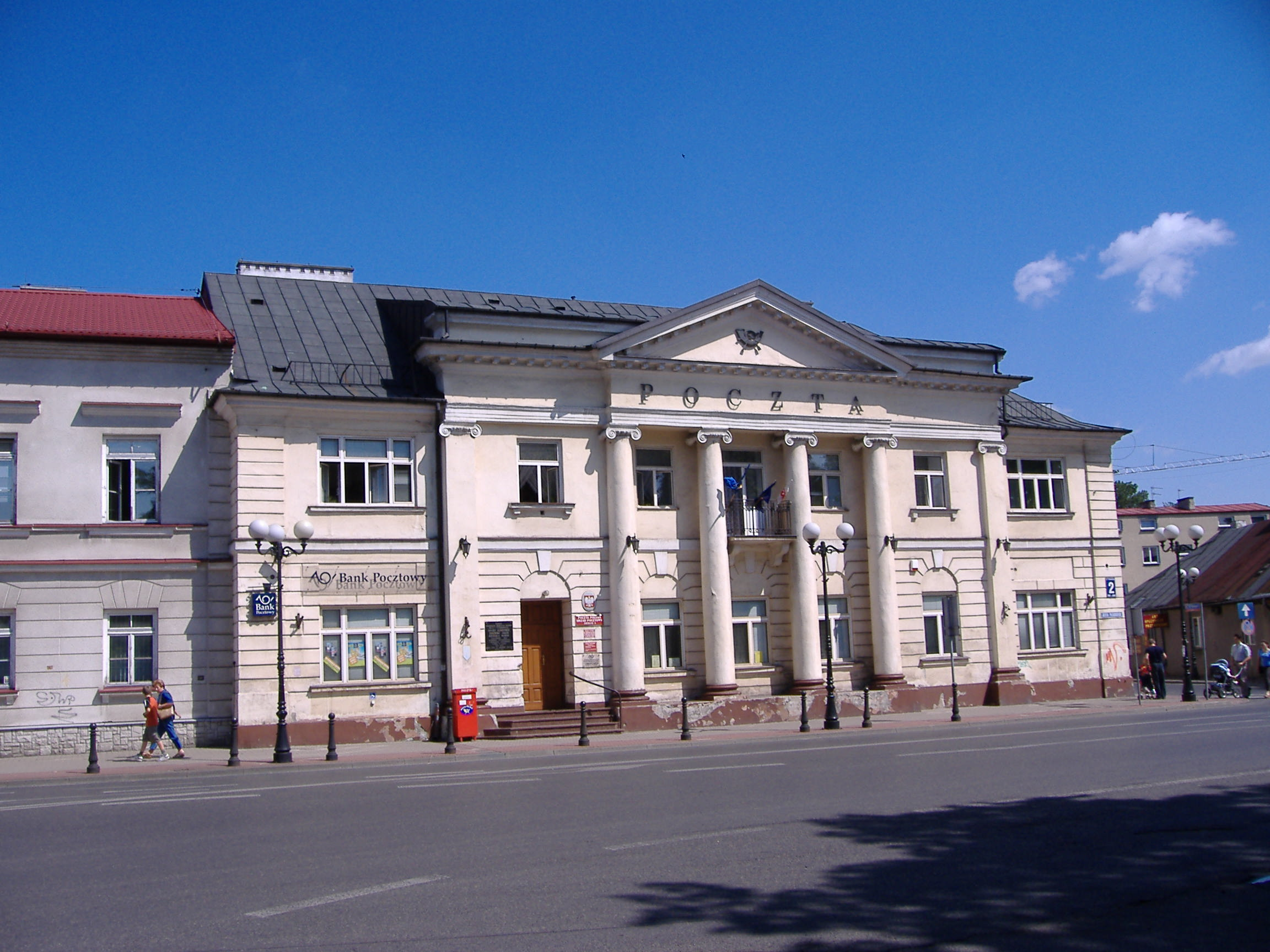
Bưu điện
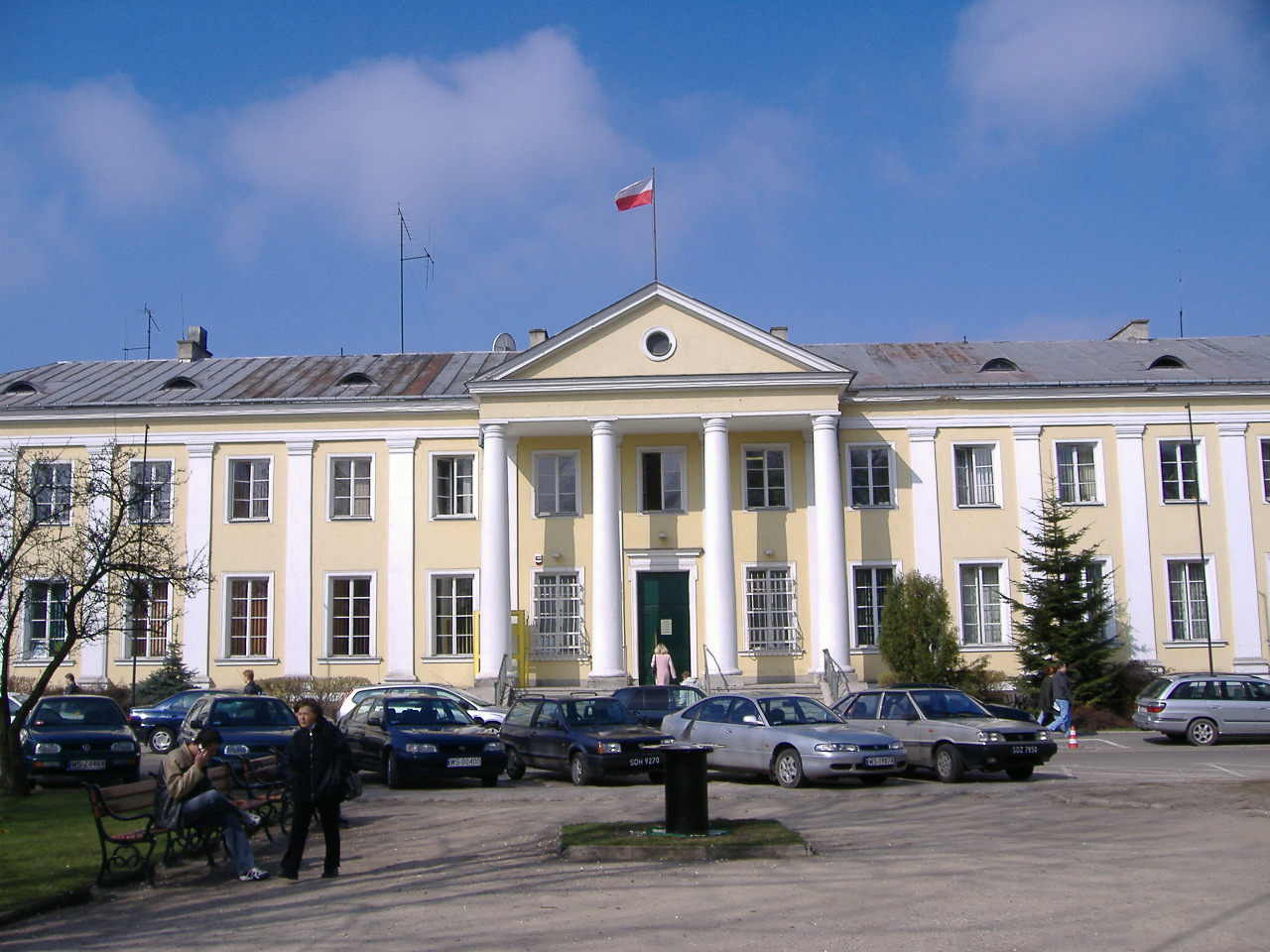
Toà thị chính
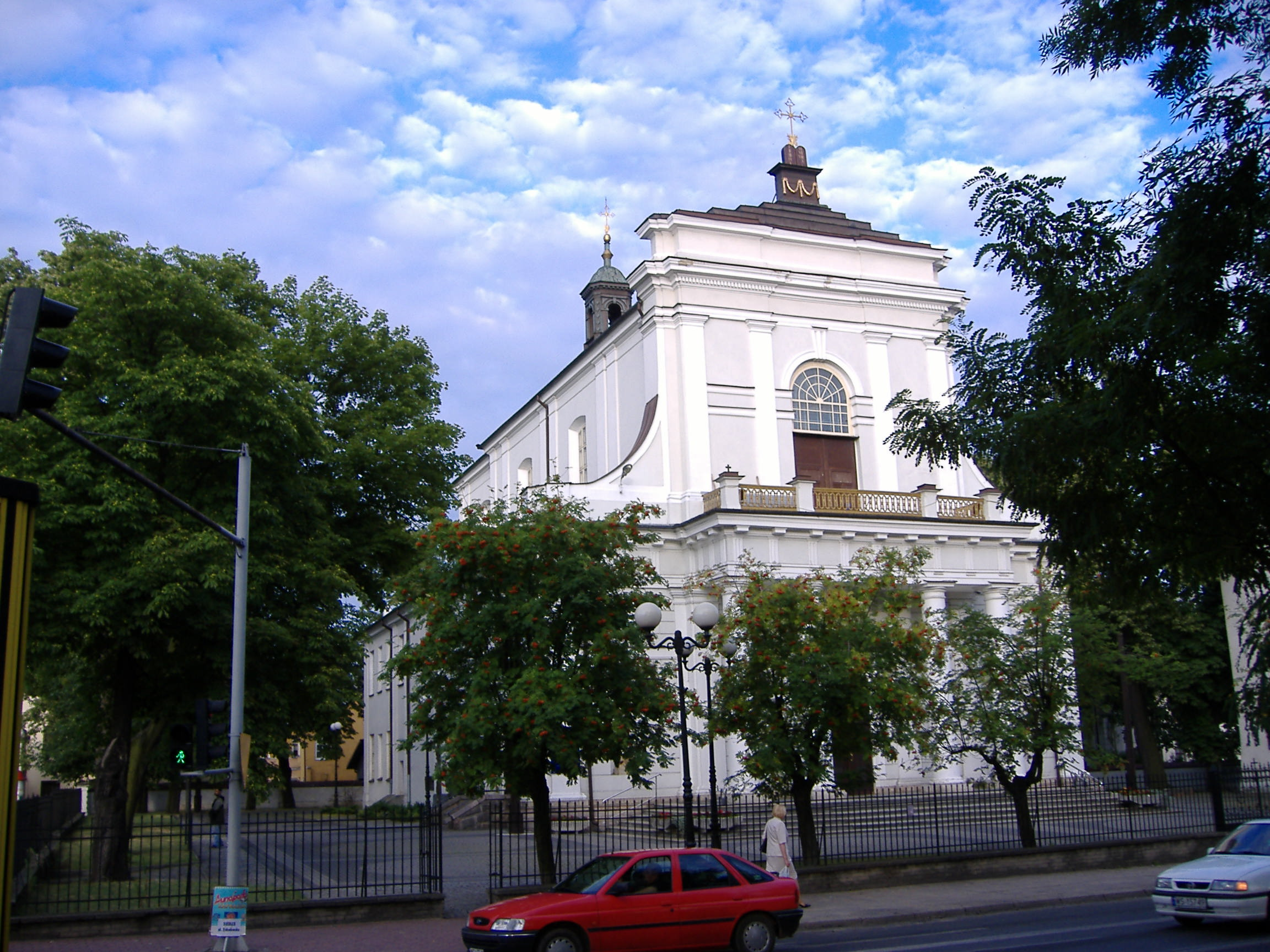
Nhà thờ thánh Stanislaw
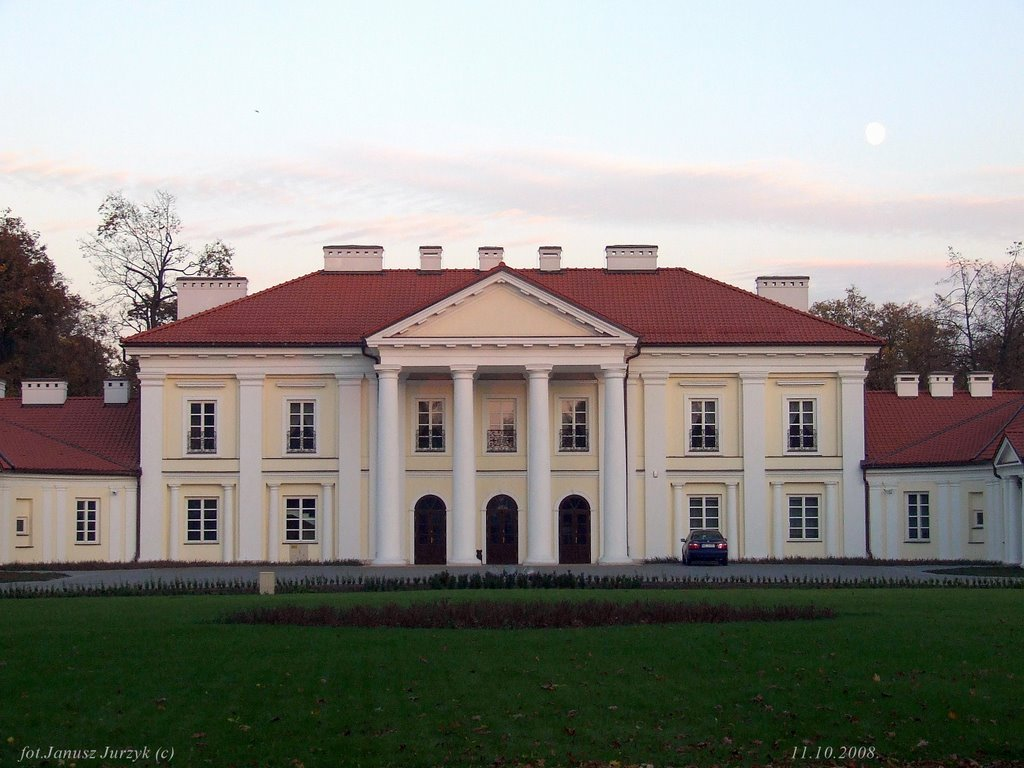
Cung điện Ogiński

## Những nhân vật nổi tiếng xuất thân từ Siedlce
- Artur Boruc - Một thủ môn bóng đá
- Richard Burgin - Một nhà soạn nhạc người Do Thái đã tham dự Nhạc viện St. Petersburg và trở thành bậc thầy hòa nhạc cho Dàn nhạc Giao hưởng Boston.
- Izrael Hieger - Một nhà hóa sinh
- Lidia Chojecka - Một vận động viên chạy cự ly trung bình của Ba Lan, chuyên chạy ở cự ly 1.500 m và 3.000 m.
- Agata Wróbel - Vận động viên cử tạ, huy chương bạc Thế vận hội mùa hè 2000
- Aleksandra Klejnowska - Vận động viên cử tạ
- Bolesław Prus - Nhà văn, tiểu thuyết gia
- Przemysław Truściński - Nghệ sĩ
- Leon Wyczółkowski - Họa sĩ
- Bohdan Arct - Phi công chiến đấu, nhà văn
- Vladimir Chelomei - Viện sĩ và nhà khoa học Liên Xô trong lĩnh vực cơ học và quy trình kiểm soát; Nhà thiết kế tên lửa, tàu vũ trụ và trạm vũ trụ; Người sáng lập của Công ty xây dựng OKB-52 (nay là NPO Mashinostroyenia).
- Louis Waller - Giáo sư luật người Úc
- Jacob Stodolsky - Nhà thơ và biên tập viên người Yiddish, thành viên của nhóm văn học Introspectivist vào đầu thế kỷ 20
- Aleksander Fogiel (1910 - 1996) - Diễn viên sân khấu điện ảnh, đạo diễn, giám đốc nhà hát và nhà thiết kế